# Alfred Ader

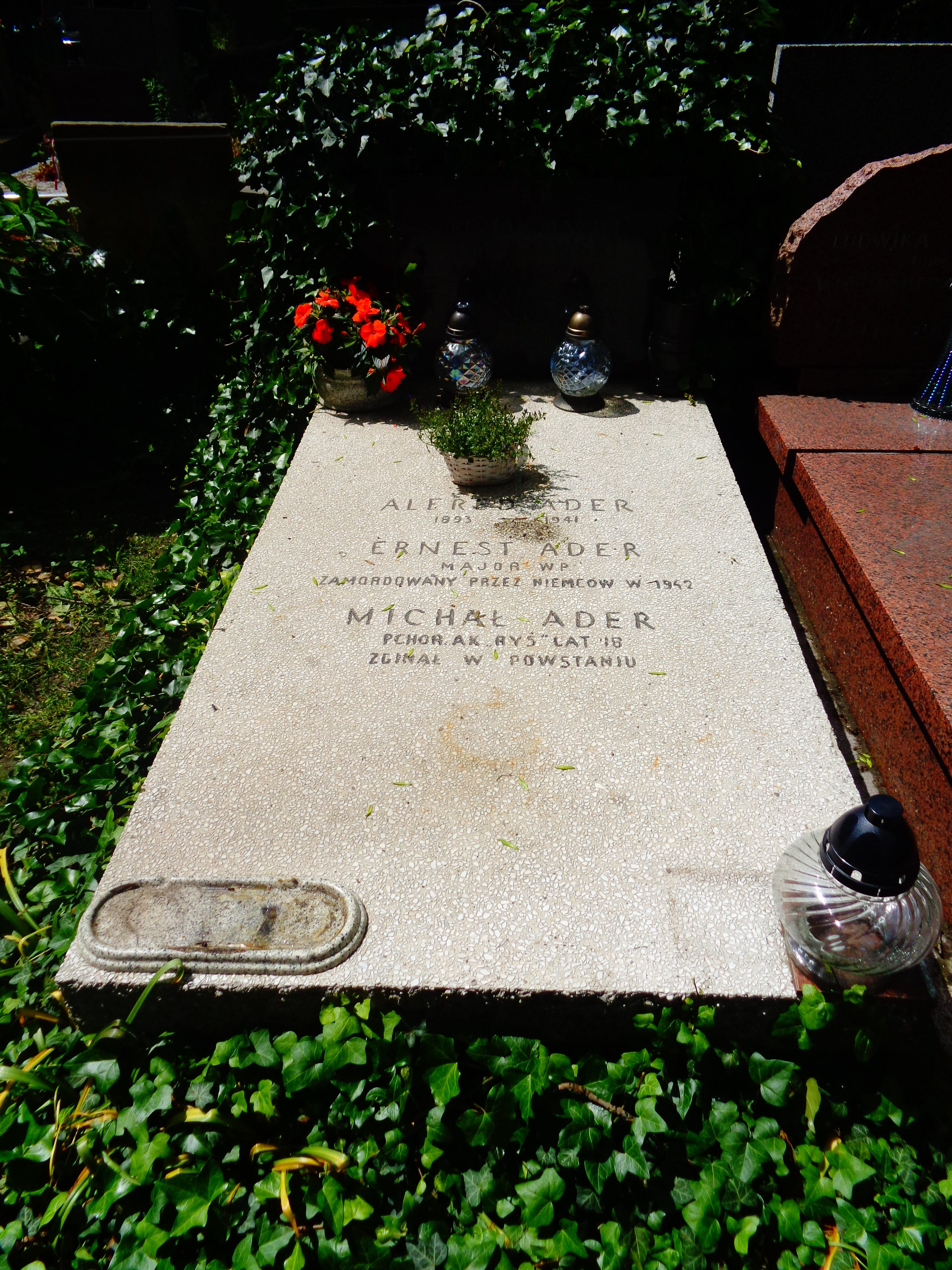
Grób Alfreda Adera na cmentarzu Powązkowskim

Alfred Ader (ur. 17 października 1892 w Krakowie, zm. 19 października 1941 w Warszawie) – polski szermierz (szablista i florecista), drużynowy akademicki wicemistrz świata.

## Życiorys
Syn Leona (ojciec prowadził kancelarię adwokacką w Krakowie) i Eweliny Lord. Ukończył 8-klasowe Gimnazjum Św. Anny w Krakowie. Studiował ekonomię i prawo w Wiedniu i rodzinnym Krakowie. W 1919 został doktorem praw na Uniwersytecie Jagiellońskim.
W kwietniu 1915 wcielony do armii austriackiej. W okresie 1916–1918 walczył na frontach wojennych: rosyjskim, rumuńskim i ukraińskim, początkowo pełniąc funkcje wywiadowcze, potem dowodząc baterią artylerii (w stopniu podporucznika). 17 listopada 1918 wstąpił w szeregi Wojska Polskiego i otrzymał przydział do sądu wojskowego w Krakowie. W lutym 1924 został awansowany do stopnia kapitana (ze starszeństwem od 1 czerwca 1919).
Już w okresie studiów był szermierzem o sporych umiejętnościach. Przed 1914 był już członkiem Krakowskiego Klubu Szermierczego. W grudniu 1921 reaktywował sekcję szermierczą klubu AZS Kraków (wspólnie Bolesławem Macudzińskim, Adamem Papée, Konradem Winklerem i Jerzym Zabielskim).
Na letnich igrzyskach olimpijskich w Paryżu w 1924 był kapitanem polskiej drużyny w turnieju szablistów. Polska po porażkach w grupie eliminacyjnej z Holandią i USA odpadła z turnieju. Ader w obu tych meczach nie odniósł żadnego zwycięstwa.
Na pierwszych akademickich mistrzostwach świata (rozegrane w Warszawie 17–24 września 1924) zdobył 2 srebrne medale (turnieje drużynowe: szabla, floret). Wystąpił w pierwszym oficjalnym międzypaństwowym meczu Polska – Czechosłowacja (Praga – 14 czerwca 1925). W mistrzostwach Polski 1925 zajął indywidualnie 2-krotnie 4 lokatę (szabla, floret). Czynną karierę sportową zakończył w 1928. W latach 1926–1928 pełnił obowiązki skarbnika Polskiego Związku Szermierczego. 
Jest pochowany na cmentarzu Powązkowskim w Warszawie (kwatera 136-1-14).

## Ordery i odznaczenia
- Złoty Krzyż Zasługi (19 marca 1931)[2]